# Conceveiba maynasensis
Conceveiba maynasensis är en törelväxtart som beskrevs av Ricardo de Sousa Secco. Conceveiba maynasensis ingår i släktet Conceveiba och familjen törelväxter. Inga underarter finns listade i Catalogue of Life.